# Світличне (Довжанський район)
Світличне — селище в Україні, у Сорокинській міській громаді Довжанського району Луганської області. З 2014 року є окупованим. Населення становить 153 осіб.

## Історія
1929 року був запущений в експлуатацію «Перший Донецький водопровід», який забезпечив Луганськ водою зі свердловини у Світличному. Це був перший водогін на Донбасі.
12 червня 2020 року, відповідно до Розпорядження Кабінету Міністрів України № 717-р «Про визначення адміністративних центрів та затвердження територій територіальних громад Луганської області», увійшло до складу Сорокинської міської громади.
17 липня 2020 року, в результаті адміністративно-територіальної реформи та ліквідації  Сорокинського району, увійшло до складу новоутвореного Довжанського району.

## Населення
За даними перепису 2001 року населення селища становило 153 особи, з них 0,65% зазначили рідною мову українську, а 99,35% — російську.